# Flacey (Eure-et-Loir)
Flacey is een gemeente in het Franse departement Eure-et-Loir (regio Centre-Val de Loire) en telt 210 inwoners (2004). De plaats maakt deel uit van het arrondissement Châteaudun.

## Geografie
De oppervlakte van Flacey bedraagt 14,4 km², de bevolkingsdichtheid is 14,6 inwoners per km².
De onderstaande kaart toont de ligging van Flacey (Eure-et-Loir) met de belangrijkste infrastructuur en aangrenzende gemeenten.

## Demografie
Onderstaande figuur toont het verloop van het inwonertal (bron: INSEE-tellingen).